# Mount Whyte
Mount Whyte är ett berg i Kanada.   Det ligger i provinsen Alberta, i den centrala delen av landet, 3 000 km väster om huvudstaden Ottawa. Toppen på Mount Whyte är 2 983 meter över havet, eller 184 meter över den omgivande terrängen. Bredden vid basen är 1,0 km. Mount Whyte ingår i Bow Range.
Terrängen runt Mount Whyte är bergig åt sydväst, men åt nordost är den kuperad.Trakten runt Mount Whyte är nära nog obefolkad, med mindre än två invånare per kvadratkilometer.. Närmaste större samhälle är Lake Louise, 6,7 km öster om Mount Whyte. 
Trakten runt Mount Whyte består i huvudsak av gräsmarker.